# ニルクタ
ニルクタ（サンスクリット: निरुक्त nirukta）は、ヴェーダの補助学であるヴェーダーンガ6種のひとつで、語源学をいう。紀元前5世紀ごろのヤースカ(Yāska)のニルクタによって代表される。

## 概要
ヤースカのニルクタの本文はニガントゥ(nighaṇṭu)と呼ばれ、ヴェーダの中に出てくる語彙を意味によって配列した5つの一覧表である。最初の3つの一覧表は同義語をまとめており、第4の表は特に難しい用語を集めたもので、第5の表は神名表である。
それらの一覧表に対して語源を説明した注釈が12巻ある。第1巻は序にあたり、文法の基礎を述べている。第2-3巻が最初の3つのニガントゥに対する注釈(naighaṇṭuka)である。第4-6巻は第4の表に対する注釈(naigama)、第7-12巻が神名表に関する注釈(daivata)である。なお、一覧表にあるすべての語に注釈がついているわけではない。

## 価値
パーニニ以前にも多数の文法学者がいたことが知られているが、古い文法書はほとんどが滅んでしまった。その中でヤースカのニルクタは単なる文法書でなく語源学書であったために生き残り、パーニニ以前の文法書の現存する唯一の例として重要である。
ヤースカのニルクタでは単語を名詞(nāman)、動詞(ākhyāta)、前置詞(upasarga)、小辞(nipāta)の4つの品詞に分類している。これはインド最古の品詞分類である。
語源的説明の多くは現代から見るとこじつけにすぎないが、方言を利用して語源の説明を行っている箇所があり、「カンボージャでは「行く」ことをśavatiという」（2巻）といった、当時の方言に関する貴重な記述がある。
ヤースカのニルクタはしばしば『リグ・ヴェーダ』を引用しているが、その文章は現行本の『リグ・ヴェーダ』とほぼ一致する。これによってヤースカの時代にはすでに『リグ・ヴェーダ』の本文が固定されていたことがわかる。